# John Block
John William Block jr. (Los Angeles, 16 aprile 1944) è un ex cestista statunitense, professionista nella NBA.

## Carriera
Venne selezionato dai Los Angeles Lakers al terzo giro del Draft NBA 1966 (27ª scelta assoluta).

## Palmarès
- NBA All-Star (1973)